# Star Shopping
«Star Shopping» — сингл американского рэпера Lil Peep, изначально выпущенный 17 августа 2015 года на SoundCloud, а после переизданный на цифровых площадках 19 апреля 2019 года.

## История
Трек был написан Lil Peep после визита в Кембридж, Англия, на празднование дня рождения дедушки. Он написал текст песни на свой телефон, а позже вместе с продюсером kryptik записал трек. Переиздание трека было связано с тем, что ранее он был недоступен на некоторых цифровых платформах из-за проблем с авторским правом. За основу семпла был взят инструментал Yppah — «Never Mess With Sunday». По словам Lil Peep, ему потребовалось 20 минут для записи трека.

## Чарты
| Чарты (2019)          | Высшая позиция |
| --------------------- | -------------- |
| Новая Зеландия (RMNZ) | 22             |

## Сертификации
| Регион                                                                      | Сертификация  | Продажи   |
| --------------------------------------------------------------------------- | ------------- | --------- |
| Великобритания (BPI)                                                        | Золотой       | 400 000   |
| США (RIAA)                                                                  | 2× Платиновый | 2 000 000 |
| Австралия (ARIA)                                                            | Платиновый    | 70 000    |
| Данные о продажах + прослушиваниях приведены только на основе сертификации. |               |           |